# Un maledetto imbroglio
Un maledetto imbroglio és una pel·lícula italiana dirigida i protagonitzada el 1959 per Pietro Germi. El guió és una adaptació de la narració Quer pasticciaccio brutto de via Merulana) de Carlo Emilio Gadda, publicat en 1957.

## Sinopsi
Un bandit disfressat roba valuoses joies de l'apartament del comandant Anzaloni a Roma i fuig, deixant-lo desarmat. L'inspector Ingravallo investiga el robatori i troba que és sospitós perquè el lladre va poder trobar objectes de valor massa ràpidament. Una veïna, Liliana Banducci, té una criada, Assuntina. El seu promès, Diomede, intenta escapar quan veu que la policia interroga Assuntina. Però Diomede té una coartada. La cosina de Liliana, la doctora Valdarena, li fa una visita, només per trobar el seu cadàver a terra. Però abans de trucar a la policia, Valdarena treu un sobre del bufet dirigit a ella. El marit de Liliana, Remo, era lluny de Roma en el moment de l'assassinat, però està molt sorprès de saber que Liliana havia modificat el seu testament només una setmana abans.

## Repartiment
- Pietro Germi - Inspector Ciccio Ingravallo
- Claudia Cardinale - Assuntina
- Franco Fabrizi - Valdarena
- Cristina Gaioni - Virginia
- Claudio Gora - Remo Banducci
- Eleonora Rossi Drago - Liliana Banducci
- Saro Urzì - Detective Saro
- Nino Castelnuovo - Diomede
- Ildebrando Santafe - Anzaloni
- Peppino De Martino - Dr. Fumi
- Silla Bettini - Oreste

## Premis
- Festival de Cinema de Mar de Plata: Millor Director
- Nastro d'Argento: Millor guió, millor actor secundari (Claudio Gora).